# 杜环
杜环（？—？），京兆府万年县（今陕西省西安市）人，唐朝宰相杜佑族侄。先后效力唐朝和阿拉伯帝国军队。
杜环可能是唐朝抵达西方最远的人，也是有历史记录最早涉足非洲的中国人。

## 生平
唐玄宗天宝10年（751年），杜环作为唐朝安西节度使高仙芝麾下一名军官参与了怛罗斯战役。此战唐军大败，杜环被阿拉伯帝国军队俘虏。被俘后经撒马尔罕前往木鹿（即今土库曼斯坦马雷），被编入阿拉伯军队。758年，杜环随军被调往亚俱罗（今伊拉克库法），不久又被调往摩邻国（今北非马格里布地区）与当地军队作战，途中经过耶路撒冷等地。
在长居异域期间，杜环走遍了中亚、西亚、北非、南亚的13个国家。大体相当于今天的乌兹别克斯坦、哈萨克斯坦、亚美尼亚、叙利亚、伊拉克、伊朗、吉尔吉斯坦、土库曼斯坦、埃及、摩洛哥、斯里兰卡等地。
761年，杜环等人获准回国，他随即起身从埃及到红海登船，经过今斯里兰卡等地回到广州。

## 著作
杜环著有《经行记》记载沿途见闻，但久已散佚。他的族叔杜佑在编纂《通典》时曾引用数个片段，使得杜环的事迹流传至今。《通典》所引《经行记》共有7处，均在卷192《边防八》和卷193《边防九》，共1775字
。有学者指出，由于《经行记》原书的散佚，关于它的情况我们今天所知非常少，诸如该书何时撰写，是在游历途中还是回国之后，篇幅长短，书的全貌以及全部内容均不得而知。
《经行记》中记载最详细的国家是大食，当时处于阿拔斯王朝时期，中国典籍称之为“黑衣大食”。阿拔斯王朝国土辽阔，囊括了中亚、北非东部和地中海东岸，在西方与东罗马帝国接壤，在东方则直接与唐朝接壤。杜环记录中，大食：
郛郭之内，里阎之中，土地所生，无物不有。四方辐凑，万货丰贱。锦绣珠贝，满於市肆；驼马驴骡，充於街巷。刻石蜜为卢舍，有似中国宝轝。
还记载了其他汉人工匠：“汉匠起作画者，京兆人樊淑、刘泚；织络者，河东人乐还、吕礼。”